# Comphotis delicia
Comphotis delicia är en fjärilsart som beskrevs av Rebillard 1958. Comphotis delicia ingår i släktet Comphotis och familjen Riodinidae. Inga underarter finns listade i Catalogue of Life.